# The Nation (Thailand)
The Nation ist eine englischsprachige Tageszeitung, die in Bangkok erscheint. Sie führt den Untertitel Bangkok’s Independent Newspaper.
The Nation wurde 1971 als neue englischsprachige Zeitung mit dem ursprünglichen Namen The Voice of the Nation von mehreren thailändischen Journalisten gegründet, die die Bangkok Post verlassen hatten. Sie wollte eine einheimische Alternative zur in ausländischer Hand befindlichen Bangkok Post sein und mit „objektivem“ Journalismus internationalen Standards entsprechen. 1973 stellte sie sich auf die Seite der Opposition gegen den Militärdiktator Thanom Kittikachorn und unterstützte die pro-demokratische Studentenbewegung. Während der polarisierten Zeit Mitte der 1970er Jahre wurde The Nation der linken Seite des politischen Spektrums zugeordnet. Nach dem Massaker an der Thammasat-Universität 1976 wurde sie von der Militärjunta verboten. Ende der 1970er Jahre, unter der Regierung des pragmatischeren Generals Kriangsak Chomanan, war sie unter dem inzwischen verkürzten Namen The Nation wieder zugelassen. Ihre Linie wurde weiter als liberal eingeschätzt. 1992 bezog sie entschieden Position gegen die militärgestützte Regierung von General Suchinda Kraprayoon und für die Demokratiebewegung.
1997 wirkte The Nation an der Gründung des unabhängigen Fernsehsenders iTV mit. The Nation hatte ebenfalls eine ablehnende Haltung gegenüber Thaksin Shinawatra, der von 2001 bis 2006 Ministerpräsident war. Unternehmen, an denen Thaksins Familie beteiligt war, schalteten daher keine Werbung mehr in The Nation, die dadurch im Wahljahr 2001 laut eigenen Angaben 20 Millionen Baht verlor. The Nation warf Thaksin, unter dessen Führung auch die Regierung und staatseigene Unternehmen, wie Thai Airways, nicht in kritischen Zeitungen inserierten, Unterminierung der Pressefreiheit vor. Die Anti-Geldwäsche-Organisation der Regierung untersuchte die Finanzen von Thaksin-kritischen Medienakteuren, einschließlich der Chefredakteure der Nation. Ihr Nachrichtensender wurde eingestellt. The Nation verteidigte den Wahlboykott der Opposition 2006 und die Massenproteste der Volksallianz für Demokratie („Gelbhemden“) gegen Thaksin.
Die Zeitung erscheint in einer täglichen Auflage von 80.000 Exemplaren zu einem Preis von 25 Baht. Sie bildet heute den Kern des um sie herum entstandenen Medienkonzerns Nation Multimedia Group. Dazu gehört auch die thailändischsprachige Wirtschaftszeitung Krungthep Thurakit.
Chefredakteur ist Tulsathit Taptim, als Nachfolger des Mitinhabers und -gründers sowie langjährigen Chefredakteurs der Nation, Suthichai Yoon.
Siehe auch: Liste thailändischer Zeitungen.